# Mu Ceti
Désignations
Mu Ceti (μ Ceti / μ Cet) est une étoile binaire de la constellation équatoriale de la Baleine. Elle est visible à l'œil nu et sa magnitude apparente combinée est de 4,27. Le système présente une parallaxe annuelle de 38,80 mas telle que mesurée par le satellite Hipparcos, ce qui permet d'en déduire qu'il est distant de ∼ 84 a.l. (∼ 25,8 pc) de la Terre. Il s'éloigne du Système solaire à une vitesse radiale héliocentrique de +30 km/s.

## Propriétés
Mu Ceti est une étoile binaire serrée qui a été résolue par diverses méthodes, notamment lors d'occultations lunaires. Ce système est également une binaire spectroscopique à raies simples, avec une période proposée de 1 202,2 jours, mais cette orbite est considérée comme peu fiable.
L'étoile primaire du système, Mu Ceti Aa, est une géante blanche de type spectral A9IIIp, avec le suffixe « p » derrière sa classe de luminosité qui indique que son spectre présente une particularité indéterminée. Sa 
température de surface est de 7 141 K. L'étoile a été suspectée d'être une variable de type δ Scuti, mais la plupart des études montrent que sa luminosité est constante,. 
Deux compagnons supplémentaires ont été proposés, sur la base de l'observation du système lors d'une occultation lunaire dans le proche infrarouge. Cependant, les études ultérieures n'ont pas été en mesure de prouver l'existence de ces compagnons. S'ils existent effectivement alors ils doivent être des naines rouges de type M5 ou plus tardif encore.

## Nomenclature
μ Ceti, latinisé Mu Ceti, est la désignation de Bayer du système. Il porte également la désignation de Flamsteedde 87 Ceti.
En astronomie chinoise traditionnelle, Mu Ceti fait partie de l'astérisme de Tiān Qūn (en chinois 天囷), représentant un « grenier céleste circulaire ».